# Dionýz Ilkovič
Dionýz Ilkovič (18. ledna 1907, Šarišský Štiavnik – 3. srpna 1980, Bratislava) byl slovenský fyzik, fyzikální chemik a vysokoškolský pedagog rusínského původu, otec Dagmar Havlové.

## Život
Po studiu na Československém reálném gymnáziu v Prešově pokračoval nejdříve na ČVUT, obor strojnictví a elektrotechnika, v průběhu studia přestoupil na Přírodovědeckou fakultu, kterou dokončil v roce 1929.
Pracoval v Chemickém ústavu Univerzity Karlovy pod vedením profesora Jaroslava Heyrovského. Po získání doktorátu (RNDr.) vedle pracovního úvazku na ústavu učil také fyziku a chemii na pražských gymnáziích (v letech 1934-36 v Ječné). Je autorem tzv. Ilkovičovy rovnice, která popisuje vztah mezi intenzitou polarografického difúzního proudu, koncentrací roztoku a vlastnostmi kapkové rtuťové elektrody. Od roku 1940 působil ve funkci přednosty Ústavu technické fyziky SVŠT v Bratislavě. Zde vydal monografii Polarografia. 26. srpna 1944 byl založen Fyzikálny ústav PFSU. Po zřízení Slovenské akademie věd v roce 1953 byl jmenován akademikem. Podílel se na vzniku Kabinetu fyziky SAV (1955, dva zaměstnanci), který se přejmenoval na Laboratórium fyziky SAV (1958, 20 zaměstnanců) a nakonec na Fyzikálny ústav SAV (1963, 60 zaměstnanců). Do roku 1961 toto pracoviště vedl.
V roce 1982 ustavila Slovenská akademie věd Plaketu Dionýze Ilkoviče udělovanou za zásluhy ve fyzikálně-chemických vědách. Po sametové revoluci byla založena Nadácia Dionýza Ilkoviča, která podporuje talentované studenty.

## Ilkovičova rovnice
Ilkovičovo jméno nesou dvě rovnice z oblasti polarografie: Ilkovičova rovnice, která určuje hodnotu okamžitého a středního difuzního proudu, a Heyrovského-Ilkovičova rovnice, která určuje hodnotu elektrického potenciálu při reverzibilním polarografickém ději.